# Spahnharrenstätte
Spahnharrenstätte là một đô thị thuộc huyện Emsland, trong bang Niedersachsen, Đức. Đô thị này có diện tích 36,07 km².